# Peter Fabers
Peter Fabers (* 5. September 1954 in Landsberg am Lech; † 30. Mai 2025 in Schwedt) war ein deutscher Schauspieler und Regisseur.

## Leben und Karriere
Obwohl in der alten Bundesrepublik geboren, absolvierte Fabers von 1974 bis 1978 ein Schauspielstudium an der Staatlichen Schauspielschule Rostock in der DDR. Anschließend folgte bis 1976 eine Aspirantur an der Hochschule für Film und Fernsehen „Konrad Wolf“ in Babelsberg. Von 1975 bis 1990 verkörperte er im Abendgruß der Kindersendung Unser Sandmännchen die Figur Felix. Zwischen 1977 und 1982 war er in vier Schwänken der überaus populären Reihe Maxe Baumann zu sehen, wo er an der Seite von Gerd E. Schäfer dessen erwachsenes „Ziehkind“ Mario Krüger spielte. In den 1970er und 1980er Jahren war er daneben in verschiedenen Rollen im DDR-Fernsehen, so in dem Format Schauspielereien, in drei Episoden der Reihe Der Staatsanwalt hat das Wort, im Polizeiruf 110: Thanners neuer Job und in der Zirkusserie Aerolina an der Seite von Horst Drinda und Helga Piur, zu sehen.
Ab 1976 trat Fabers in Theatern wie den Städtischen Bühnen Quedlinburg und dem Stadttheater Zwickau auf. Von 1986 bis 1991 war er als Regisseur und Autor am Friedrichstadt-Palast in Berlin tätig. Danach war er Direktor für die künstlerische Produktion an den Uckermärkischen Bühnen Schwedt. Zusätzlich war er seit 1996 als Regisseur für Musical und Operette am Landestheater Wittenberg, Theater des Westens, Mitteldeutschen Landestheater Wittenberg, Oper im Schloss Stettin und Brandenburger Theater tätig.
2023 und 2024 führte er bei verschiedenen Produktion bei Johannes Hallervorden im Theater am Frankfurter Tor Regie.
2022 führte Fabers an der Iberl Bühne in München Regie bei Dinner for One – Was geschah wirklich, einer komödiantischen Bearbeitung des Sketches Dinner for One mit Marc Rudolf und Henry Nandzik in den Hauptrollen.
Peter Fabers lebte zuletzt in Schwedt, wo er am 30. Mai 2025 im Alter von 70 Jahren starb.

## Filmografie (Auswahl)
- 1975–1990: Abendgruß in Unser Sandmännchen
- 1976: Der Staatsanwalt hat das Wort: Der Brief aus Slubice (Fernsehreihe)
- 1977: Maxe Baumann: Keine Ferien für Max (Fernsehreihe)
- 1977: Zweite Liebe – ehrenamtlich (Fernsehfilm)
- 1980: Moppel macht das schon (Fernsehfilm)
- 1980: Unser Mann ist König (Fernsehreihe)
- 1981: Adel im Untergang (Fernsehfilm)
- 1981: Schauspielereien (Fernsehserie, Folge Auf ein Neues)
- 1981: Der Staatsanwalt hat das Wort: Nachtpartie (Fernsehreihe)
- 1981: Maxe Baumann: Maxe in Blau (Fernsehreihe)
- 1982: Familie Rechlin (Fernsehzweiteiler)
- 1985: Der Staatsanwalt hat das Wort: Verblendet (Fernsehreihe)
- 1985: Flug des Falken (Miniserie)
- 1991: Aerolina (Fernsehserie, Folge Vertrauen)
- 1991: Polizeiruf 110: Thanners neuer Job (Fernsehreihe)
- 2009: Einmal Freiheit und zurück (Fernsehdokumentation)